# Helictochloa compressa
Helictochloa compressa — вид рослин родини тонконогові (Poaceae), поширений у Європі.

## Опис
Багаторічник. Стебла прямовисні, стрункі, 15–58 см завдовжки. Листки переважно базальні. Листові піхви гладкі. Язичок 1–10 мм завдовжки, загострений. Листові пластинки 3–10 см завдовжки й 1–4 мм ушир. Суцвіття — відкрита й довгаста волоть, 4–12.5 см завдовжки. Колосочки складаються з 3–6 плідних квіточок, довгасті, стиснуті збоку, 14–24 мм завдовжки. Колоскові луски схожі, ланцетні, 1-кілеві, 3-жилкові, з гострою верхівкою; нижня — 8–11 мм завдовжки, верхня — 10–13 мм завдовжки. Родюча лема довгаста, 9–13 мм завдовжки, світло-коричнева чи червона, без кіля, 5-жилкова, вершина зубчаста, остиста. Палея 7.5–10 мм завдовжки, кіль війчастий. Верхівкові безплідні квіточки схожі на плодючі, але недорозвинені. Зернівка волосиста на верхівці.

## Поширення
Поширений у Європі (Болгарія, Греція, Угорщина, Крим, Румунія, Туреччина в Європі, Македонія, Сербія та Косово).